# Chenequa
Chenequa – wieś w Stanach Zjednoczonych, w stanie Wisconsin, w hrabstwie Waukesha.